# 伊藤雄二
伊藤 雄二（いとう ゆうじ、1937年1月14日 - 2022年8月17日 ）はJRAの元調教師、元騎手。大阪府北河内郡枚方町（現・枚方市）出身。

## 来歴
旧姓は木下。父は、昭和初期から戦後にわたり「金鈴」という名馬などに乗り、馬場馬術界で活躍した木下芳雄。
5人きょうだいの次男として生まれた。枚方生まれの兵庫県西宮市育ちであった伊藤は、父の開いた乗馬クラブで幼い頃から馬に親しみ、高校時代は馬術部に所属し、高校1年の時には全日本の大会で3位に入った事がある。
父親が本人に相談しないまま、阪神競馬場所属の伊藤正四郎調教師と相談して競馬界入りを決めたため、18歳の誕生日を迎えた翌日の1955年1月15日に、高校在学のまま入門した。その後騎手見習いとなり、1959年に騎手デビュー。初騎乗は3月7日の第1回阪神競馬1日目第4競走サラブレッド系障害戦で、ブルーという馬に騎乗して5着となったが、3回目の騎乗の3月14日に、同じ馬で初勝利を挙げた。
その後、1960年7月に伊藤の女婿となり、伊藤姓に変わった。その後坪重兵衛厩舎に移籍したが、普段から体重が55kg程度あり、主に障害競走を中心に騎乗していた。
1961年2月25日、義父の伊藤正四郎が急死。伊藤は厩舎を引き継ぐために騎手の引退を決意した。騎手成績535戦72勝。1966年、29歳で調教師免許を取得し、阪神競馬場で開業して伊藤の跡を継いだ。1969年の栗東トレーニングセンター開設後は同地に所属した。
1982年、38勝を挙げ、関西リーディング調教師となる（全国2位）。1983年、1984年、1987年に全国リーディング調教師となる。
1991年1月27日、1995年12月23日に1日に重賞を2勝した。
JRA調教師伊藤正徳は義弟、娘の笹田淑はJRA初の女性調教助手、その夫は笹田和秀調教師（結婚当時は調教助手）。息子の伊藤強は調教助手。孫・笹田知宏は、兵庫県競馬所属の騎手。
これまでにマックスビューティ、シャダイカグラ、ウイニングチケット、エアグルーヴ、ファインモーションなどの名馬を手がけている。優秀な牝馬を数多く育て、「牝馬づくりの名人」とされた。
2005年2月19日JRAでは8人目となる調教師通算1100勝を達成した。現在では1厩舎の所有する馬房の数に最大28の上限があるため、かつての時代と比べると1000勝までを達成することはかなり難しくなった。この記録は伊藤が若くして調教師に転身したために達成できた数字であると言える。
伊藤と同じく若くして調教師となった美浦トレーニングセンター所属の藤沢和雄調教師を伊藤は一時期ライバル視している言動が目立った。
2007年2月28日で定年により調教師を引退したが、伊藤はあくまでも｢中締め」で今後も忙しいだろうとコメントしている。
現役時代は「伊藤雄」と表記されることが多かった。これは同じ調教師の伊藤修司らとの区別のためである。
2022年8月17日、老衰のため、死去。85歳没。

## 成績
出走回数7501回 1153勝 2着962回 3着878回 4着747回 5着694回 着外3067回
重賞77勝、うちJRAGIは13勝。（グレード制導入前、GI級を含む）
- 関西リーディングトレーナー7回、うち全国リーディング3回[6]。
- 年間最高勝率調教師：7回（1987年、1993年、1995年、1998年、2000年、2002年、2005年） ※7回は藤沢和雄に次ぐ歴代2位
- 年間最多賞金獲得調教師：3回（1987年、1991年、1993年）

## 主な管理馬

### GI級競走優勝馬
太字はGI競走を示す。
- ハードバージ - （1977年 皐月賞、毎日杯）
- サニーシプレー - （1980年 阪神3歳ステークス）
- マックスビューティ - （1987年 桜花賞、優駿牝馬、サンスポ賞4歳牝馬特別、神戸新聞杯、ローズステークス）
- シャダイカグラ- （1989年 桜花賞、ローズステークス、ペガサスステークス）
- ダイイチルビー - （1991年 安田記念、スプリンターズステークス、京王杯スプリングカップ、京都牝馬特別）
- ウイニングチケット - （1993年 東京優駿、弥生賞、京都新聞杯）
- エアグルーヴ - （1996年 優駿牝馬、チューリップ賞、1997年 天皇賞（秋）、札幌記念、マーメイドステークス、1998年 札幌記念、産経大阪杯）
- ファインモーション - （2002年 秋華賞、エリザベス女王杯、ローズステークス、2003年 阪神牝馬ステークス、2004年 札幌記念）
- エアメサイア - （2005年 秋華賞、ローズステークス）

### その他重賞競走優勝馬
- ゴールドイーグル（初平地重賞勝ち馬）
- サニーフラワー
- ニホンピロブレイブ
- スカーレットブーケ
- メイショウビトリア
- メローフルーツ
- マチカネタンホイザ
- プライムステージ
- エアダブリン
- ニホンピロラック
- ワコーチカコ
- ロイヤルタッチ
- マックスロゼ
- センターライジング
- マックスキャンドゥ
- ロードアトラス
- エアエミネム
- ロードプラチナム
- メイショウラムセス
- エアセレソン
- マチカネオーラ
- デヤレスト（初重賞勝ち馬）

## 引退後
引退して間もなく、2007年3月11日のスーパー競馬に、そして、札幌記念当日の9月2日（本来は8月19日だったが、馬インフルエンザの影響でこの日に延期）にはドラマチック競馬にそれぞれゲスト出演。
また日刊スポーツ紙上において伊藤の競馬コラム「雄二の流儀」が毎週土曜日に掲載されていた。

## エピソード等

### 伊藤と休養
伊藤の調教方針として有名なのが、馬の成長や体質強化を目的とした長期放牧がある。実際、ファインモーション、ダイイチルビー等はこの長期休養を経て活躍した。一方、放牧中にピークを過ぎてしまったと評価される馬も出ており、松田国英調教師と同様に賛否の声が聞かれる。

### 騎手との関係
義弟・伊藤正徳の騎手時代の同期には岡部幸雄や柴田政人がおり、実妹と正徳との結婚式の際に深い関係を結んだとされる。自己の管理馬を関東へ遠征させる時や、夏の北海道シーズンの騎乗者に岡部や柴田を優先していた。
武豊とはデビュー当時から友好関係を結んでおり、武自身も他の調教師よりも伊藤からの騎乗依頼を優先して受けていた。管理GI馬の多くも武によって勝利に導かれた。
一方でマックスビューティの主戦騎手であった田原成貴は、走らなくなったマックスビューティについて伊藤に「この馬はダメですよ。もう走りません」と直言したことで主戦騎手を降板させられた。田原も反発し、以降伊藤の管理馬には引退まで一切乗らず、伊藤が騎乗依頼を出しても断っていた。しかしプライベートでの親交は続いており、田原が騎手を引退した際には花束を持って伊藤の自宅を訪ねている。伊藤の死後、田原は「血気盛んだったので突っ張ってしまった」「周囲は面白がって〝確執〟と言ったけど、単に僕が子供で先生が大人だっただけですよ」と振り返り、「マックスビューティ、そして伊藤先生に『ありがとう』って言いたいね」と追悼のコメントを出している。

### レースに対する意見
ファインモーションが5着に敗れた、2002年の有馬記念での、タップダンスシチーの騎乗法について「経験の浅いファインモーションが攪乱された」「向こう正面でペースを上げるなんて競馬の王道ではない。この騎乗は二度と通用しないでしょう」「ファインモーションを負かす競馬ではあったが、シンボリクリスエスを負かす競馬、すなわち有馬記念を勝つ競馬ではなかった。私にとっては後味の悪い競馬」などと述べている。
ウオッカの2007年日本ダービー出走については、「3歳の1,2月までなら完成度の高さで牡馬相手にも善戦できるが、春になると牡馬もドンドン成長する」「牡馬は上がり調子でダービーを迎えられるのが多いが、ウオッカは休み明けのエルフィンＳの時からビッシリ仕上げすぎており、余力がないだろうから苦しい」「個人的にはエアグルーヴが史上最高の牝馬だと思っているけど、あの馬でも勝てへんかったと思う」など懐疑的なコメントを残していた。ダービーの結果はウオッカの圧勝であり、その結果を受けて「角居調教師の挑戦と成功に敬意を表したい」と述べている。

## 主な厩舎所属者
※太字は門下生。括弧内は厩舎所属期間と所属中の職分。
- 榎屋忍（1966年-1972年 騎手）
- 湯窪幸雄（1972年-1979年 騎手）
- 内田国夫（1974年-1984年 騎手）
- 笹田淑（1979年-1984年 調教助手、厩務員）
- 笹田和秀（1983年-2007年 調教助手）
- 千田輝彦（1988年-1995年 騎手）
- 藤岡健一（1994年-2000年 調教助手）

## 関連人物
- 伊藤正四郎
- 伊藤正徳
- 梅田智之
- 庄野靖志

## 関連書籍
- 『調教師伊藤雄二の確かな目　ウソのない競馬を教えよう』（2005年、KKベストセラーズ）
- 『調教師伊藤雄二 FINAL　ウソのない競馬を教えよう』（2007年、KKベストセラーズ）